# 戰場女武神系列

歐美版現行標識

戰場女武神是日本公司世嘉發售的電子遊戲系列作品。以被稱為BLiTZ的系統為主體，是結合回合戰略與即時行動兩大系統特色的戰略角色扮演遊戲，在日本同時也有動畫和漫畫等其他媒體的衍生作品。

## 歷史
| 2008 | 戰場女武神         |
| 2009 |                    |
| 2010 | 戰場女武神2        |
| 2011 | 戰場女武神3        |
| 2012 | 戰場女武神 DUEL    |
| 2013 |                    |
| 2014 |                    |
| 2015 |                    |
| 2016 | 戰場女武神REMASTER |
| 2017 | 蒼藍革命之女武神   |
| 2018 | 戰場女武神4        |

### 戰場女武神
2008年第一作在Playstation 3推出並於各個地區發售。企劃本身從2003年就已經開始了，角色原案本庄雷太和負責音樂的崎元仁在這個時間洽談。開發由櫻花大戰系列、永恆的阿卡迪亞等原SEGA WOW的工作人員組成，主要的工作人員在2005年開始了開發工作。。當初的開發是小團隊進行，大規模開發始於2007年。遊戲標題是在東京電玩展的2007年秋天由世嘉發表。2008年4月24日在日本市場推出後，接著以Valkyria Chronicles為英文遊戲名稱於10月31日在歐洲發售，接著11月4日在北美發售。
2009年4月到10月推出了改編動畫。
2014年11月11日移植至Windows，透過Steam數位平台發售。2016年2月10日在PS4上推出高畫質移植版《戰場女武神REMASTER》。

### 戰場女武神2
2010年第二作轉移平台到PlayStation Portable上發售。正式開發於2009年開始。8月31日於北美發售，接著9月3日歐美發售。

### 戰場女武神3
2011年第三作繼續以PSP為平台，在日本於2011年1月27日發售。企劃是前作的開發結束開始，經過一年多完成。。主要工作人員為製作人本山真二、導演小澤武、角色設計本庄雷太、音樂崎元仁等前作團隊，但是交由Media Vision擔任製作。2010年9月1日發表標題消息並開設官方網站在2010年的東京電玩展展出。除了有與其他作品的聯動合作外，還發表了Flash小說。
2011年6月29日發售了兩集的OVA動畫。

### 戰場女武神 DUEL
世嘉和NHN JAPAN共同開發和運營的系列首款網頁遊戲。標題簡寫成戰場女武神D。是一款交換卡片遊戲。2012年6月19日開始PC版測試，7月26日於Windows開始服務，8月17日Android版本上架，9月24日iOS版上架。與原作的故事雖然沒有直接的關係，但系列中登場的角色，玩家的部隊編制，對立的東西兩個陣營、壓制敵軍總司令部壓制、戰鬥由自動進行等都像原作遊戲一樣，由3D建模的角色和坦克展開戰鬥。
2015年4月22日服務結束。

### 蒼藍革命之女武神
2017年1月19日在日本發布PS4和PSV版本。是此系列的衍生作品，雖然有著相似的設定，但與其他作品是完全不同的世界觀。

### 戰場女武神4
2018年3月21日於PS4平台發售，任天堂Switch和Xbox One版（歐美地區）預定於同年內發售，2018年9月於STEAM平台上架。本作時間線與1、3代同樣是「第二次歐洲大戰」，不過這次是以聯邦軍觀點來展開劇情。

## 設定
以勝敗條件決定戰鬥，並決定劇情走向的戰略角色扮演遊戲（SRPG）。劇情分為主線劇情以及被稱為斷章的支線劇情。

### 舞台設定
以稱為征曆的纪年在架空的歐洲世界作為故事舞台。在這個架空世界中有著名為拉古耐特的稀有礦物，因作為能源資源而被列強爭奪。在戰場上也有以拉古耐特為動力的坦克。與現實世界相比，由於航空戰鬥力的發展緩慢，所以在遊戲中以陸軍的戰爭為主。。
在這個虛構世界中存在著名為「瓦爾裘利亞人（女武神）」的傳說人種，有著超越常人的力量。但是在作品舞台上的1930年代，已經沒有了此純粹血統的人種，被認為是傳說與神話中的存在。征曆也被認為是瓦爾裘利亞人推翻了達爾克斯人這個民族開始的紀年。，而達爾克斯人在這個時代也一直作為被歧視的一方。

### 戰鬥
戰鬥系統稱為BLiTZ，全名為「Battle of Live Tactical Zone systems，實況戰術區域戰鬥系統」，是SEGA公司為了本作特別開發，結合回合戰略與即時行動兩大要素的戰鬥系統。玩家將輪流操作「指令模式」與「行動模式」兩種模式下來完成整個遊戲。
每回合的流程
遊戲裡每一回合都由我軍與敵軍兩個行動階段所組成，每一個回合的流程如下：
1. 一開始是我軍的行動階段，首先在指令模式下觀察整個戰場，並選擇想要操作的作戰單位並切換至行動模式。
2. 在行動模式中操作剛才選擇的作戰單位，進行移動與攻擊；行動結束後又會切換到指令模式。
3. 一直重複前兩個步驟直到我軍的行動階段結束。
4. 接著以輪到敵軍的行動階段，重複與我軍相同的過程。
5. 當敵我雙方的行動階段都完成後，一個回合就結束了。

接者就開始下一回合，直到達成任務勝利條件或玩家失敗為止。
指令模式（コマンドモード，Command Mode）
在指令模式下，玩家可以俯視整個戰場，觀察我方所有部隊與已發現敵軍的位置與狀態，並根據地形與實際戰況制定整體作戰方針，或是下達「命令」，一旦指定選擇展開行動的單位，將切換至「行動模式」。
行動模式（アクションモード，Action Mode）
在行動模式下，玩家將以第三人稱的方式實際操作被選擇的作戰單位進行一次移動與攻擊。單位可移動的距離取決於各兵種的行動點數（簡稱AP）的多寡，AP越多，可移動的距離越長；而當作戰單位進行攻擊行動時，需要玩家手動操作來瞄準目標，而瞄準的位置就決定了造成傷害的大小。在此玩家操作單位移動的同時，敵方也會因應我方行動進行攻擊動作，因此注意敵兵面對方向並善用地形來進行掩護移動就是考驗玩家的戰略思考之處。
指令點數（コマンドポイント，Command Point）
簡稱CP，數量顯示在指令模式下畫面頂端的橫條裡，用金色的盾型符號作代表。CP的數量代表玩家該回合所能移動的單位數，CP越多，可移動的單位也越多。步兵行動花費一個CP，戰車不論輕重行動一律花費2個CP，可視戰況需要讓多個單位展開行動，或集中CP點數讓精英單位多次行動，但多次行動的代價就是單位每一次所能移動的距離減少。
命令（オーダー，Order）
在指令模式下，主角威爾金在搭乘戰車時，就可以花費CP來使用「命令」這個特殊技能來強化我軍單位屬性，甚至可以呼叫轟炸直接攻擊敵軍，讓原本不利於我方的戰局逆轉。但由於很多功能強大的命令花費CP的量少，再加上遊戲關卡特殊的評價系統，讓玩家更傾向於使用命令將部分精英單位強化以求快速過關，而白白浪費了製作人員設計想要讓玩家操作多兵種互相配合來過關的巧思。
角色成長與潛能
在戰鬥中所獲得的經驗值，過關之後可以在訓練所中分配到各兵種，當累積足夠時，兵種等級就會上升，角色能力值亦會上升。當兵種到達一定等級之後，可以升級為更強的「獵兵」，或是得到可以在戰場上施展，新的「命令」技能。
潛能系統則是隨者劇情推進，各角色可以獲得兩種潛能，一種是會獲得反映個性與出身背景，但具有正面及負面能力的「個人潛能」（パーソナル ポテンシャル，Personal Potential），另一種則是隨著兵種等級上升而取得只有正面能力的「戰鬥潛能」（バトル ポテンシャル，Battle Potential）。
武器開發與擄獲
遊戲中各兵種的槍械、武器與防具，以及戰車的彈藥、裝甲與強化裝置，除了使用戰鬥獲勝得來的資金來進行新武器開發之外，還可以擊敗各章的敵方的王牌單位擄獲新武器，或是隨者劇情章節過關由蔻蒂莉亞大公頒發而入手。

## 評價
第一作獲得了2008年的年度戰略遊戲，在各遊戲媒體的評論與得分都很高，因此在2010年，由金氏世界紀錄認定為「The best strategy RPG for the PS3」。另外將平台轉移到PSP的第2部也在2010年的E3展中，被認為是參展作品中的「Best PSP Game」、「Best RPG」，第三作是本系列作中銷售量最好的，評分、得分、人氣都是歷代中最高的，但第四作的銷量很明顯不如前三作，各遊戲媒體認為是題材疲乏所致。
特別遊戲系統BLiTZ與本系列的好評連在一起，不僅僅是媒體，玩家的評價也不錯。但另一方面也有認為敵人的人工智能並不出色的意見。
另外，對世界觀和角色也有評價。

## 備註
1. ↑  Battle of Live Tactical Zone systems，實況戰術區域戰鬥系統。
2. ↑  価格.com ゲーム特集 戦場のヴァルキュリア2 ガリア王立士官学 （页面存档备份，存于）
3. ↑  ITmedia今藤弘一によるセガの野中竜太郎、西野陽両氏へのインタビュー 2008年04月24日 “非情な戦争の中の人間ドラマ”を描くチャレンジタイトル (1/4) （页面存档备份，存于）
4. ↑  GAME Watch 菅原哲二によるセガ野中竜太郎へのインタビュー 2008年5月1日 特別インタビュー PS3「戦場のヴァルキュリア」 （页面存档备份，存于）
5. ↑  GAME Watch 2007年9月14日 セガ、「コンシューマ新作発表会 2007 AUTUMN」を開催 PS3「龍が如く 見参!」やWii「風来のシレン3」など新作を発表 （页面存档备份，存于）
6. ↑  gamespot Valkyria Chronicles for PlayStation Release Summary （页面存档备份，存于）
7. ↑  電撃オンラインによるセガ、田中俊太郎・本山真二両氏へのインタビュー4頁 「戦闘部分に関しては前作を超えた」――『戦場のヴァルキュリア2』インタビュー （页面存档备份，存于）
8. ↑  4gamer.net稲元徹也 2011年1月27日 目標どおり，前作から約1年で完成。「戦場のヴァルキュリア3」発売記念抽選会が開催に。本山真二プロデューサーのインタビューを掲載 （页面存档备份，存于）
9. ↑  4gamer.net 2010年9月1日セガ，“戦車”と“武器を持った人型”のシルエットが見える謎のティザーサイトを本日オープン。URLが示す“code1935”とは一体……? （页面存档备份，存于）
10. ↑  4gamer.net 2011年9月16日 ［TGS 2010］セガの人気シリーズ最新作「戦場のヴァルキュリア3」がPSPで登場。発売日は2011年1月27日を予定 （页面存档备份，存于）
11. ↑  マイコミジャーナル2011年2月24日 セガ、『戦場のヴァルキュリア3』と『PSP2i』のデータ連動企画を実施 的存檔，存档日期2011-02-26.
12. ↑  2011年1月19日 【リリース】「戦場のヴァルキュリア3」開発チーム書き下ろしのFlash小説公開 （页面存档备份，存于）
13. ↑  AV Watch 2011年3月10日 OVA「戦場のヴァルキュリア3」BD/DVDが6月発売 －PSPゲーム用追加コンテンツ付属。PSN先行配信 （页面存档备份，存于）
14. ↑  『戦場のヴァルキュリア DUEL』セガの人気ゲームがブラウザゲームに！　ユーザーテストも開始 （页面存档备份，存于） - ファミ通.com
15. ↑  『戦場のヴァルキュリアDUEL』が正式サービスを開始、キャンペーンも実施 （页面存档备份，存于） - ファミ通.com
16. 1 2  「戦場のヴァルキュリアDUEL」のAndroid版が本日配信。PCブラウザ版とのデータ連動にも対応 （页面存档备份，存于） - 4gamer
17. ↑  iOS版「戦場のヴァルキュリアDUEL」のサービスが9月24日にスタート。PC版とのデータ連動にも対応 （页面存档备份，存于） - 4gamer
18. ↑  4gamer.net 2008年5月15日 見た目に反して骨太なんです! シミュレーションRPGとアクションゲームを融合させた意欲作「戦場のヴァルキュリア」 （页面存档备份，存于）
19. ↑  公式ブログ ヴァルログ! 2009年12月30日 コゼットと故郷編・その1 （页面存档备份，存于）より
20. ↑  GAME Watch 2008年2月20日 セガ、PS3「戦場のヴァルキュリア」 独特の世界観・時代背景の詳細を紹介 （页面存档备份，存于）
21. 1 2  戦場のヴァルキュリア2公式ブログ 受賞しました! （页面存档备份，存于）より
22. ↑  4gamer.net 2010年3月16日 今週は「戦場のヴァルキュリア2」が高評価でランクイン，PSPから2タイトルが登場の「読者レビューPickUp!!」 （页面存档备份，存于）
23. ↑  GAMESPOT 2008年11月25日 Valkyria Chronicles Review
24. ↑  4gamer.net 「逆転裁判」シリーズと「戦場のヴァルキュリア」シリーズ。それぞれの最新作に注目する今週の「読者レビューPickUp!! （页面存档备份，存于）

## 外部連結
- （英文） Fandom上的更多相关：Encyclopedia Europa

公式網站
- （日語）戰場女武神系列公式網站 （页面存档备份，存于）

遊戲
- （日語）戰場女武神官方網站
- （日語）戰場女武神官方部落格「 陣中日誌」

動畫
- （日語）戰場女武神動畫官網 （页面存档备份，存于）